# Bdeogale
Bdeogale és un gènere de tres espècies de mangostes originàries de les selves pluvials de l'Àfrica central i occidental. Són majoritàriament terrestres i insectívores.

## Taxonomia
- Mangosta de cua gruixuda,[1] Bdeogale crassicauda - Kenya i Tanzània
- Mangosta de Jackson,[2] Bdeogale jacksoni - Kenya, Tanzània i Uganda
- Mangosta de potes negres,[3] Bdeogale nigripes - Angola, Camerun, República del Congo, Guinea Equatorial, el Gabon, República Democràtica del Congo i Nigèria.